# 正义党 (阿根廷)
正义党（西班牙語：Partido Justicialista，缩写为），常被称作庇隆主义党或庇隆主义运动，是阿根廷的一个庇隆主义政党，由胡安·庇隆於1946年創立，之前稱為革命唯一黨（Partido Único de la Revolución），後為庇隆黨，這是勞工黨、激進公民聯盟革新委员会和獨立黨於1945年合併的結果。自成立起就以社會正義為主要旗帜，與工人階級和工會緊密聯繫。
现时，正义党为祖国联盟之一，为最大在野党。但科尔多瓦和图库曼的党支部持不同立场。2024年8月9日，阿尔韦托·费尔南德斯辞去党主席一职，8月14日正式卸职。2024年12月11日，克里斯蒂娜·费尔南德斯·德基什内尔接任党主席。

## 歷史
由阿根廷军队中的民众主义派代表人物胡安·多明戈·庇隆上校创建。1947年胡安·多明戈·庇隆将其1945年竞选总统时建立的劳工党、激进公民联盟革新委员会和独立党合并为统一革命党，1949年改称庇隆主义党，1964年改称正义党。
正义党在阿根廷历史上曾多次执政，在二戰後主導阿根廷政治，分别是1946年至1955年、1973年至1974年的庇隆政府（3任）；1974年至1976年伊莎贝尔·庇隆夫人政府；1989年至1999年长达十年的梅内姆时代（2任）；2002年至2003年杜阿尔德政府；2003年至2007年的内斯托·基什内尔政府（1任）；2007年至2015年的克里斯蒂娜·费尔南德斯·德·基什内尔政府（2任）；2019年至2023年的阿尔韦托·费尔南德斯（1任）。
正义党的最高领导机构为全国委员会，党内派别林立，主要有左翼的革新庇隆派、右翼的正统庇隆派等。自2003年以來，左翼的革新庇隆派一直主導正义党，由内斯托·基什内尔領導，後由克里斯蒂娜·费尔南德斯·德·基什内尔繼承。
正义党现有党员400多万，主要由政界、工会、青年和妇女四部分组成。
正義黨在總統人民選舉中有十次獲勝：胡安·庇隆（1946年，1951年連任，1973年9月再一次當選），埃克托尔·何塞·坎波拉（1973年3月），卡洛斯·梅内姆（1989年，1995年連任），内斯托尔·基什内尔（2003年），克里斯蒂娜·费尔南德斯·德基什内尔（2007年，2011年連任），阿尔韦托·费尔南德斯（2019年）。
正義黨人也三次經由制度在法律上達到的總統職位：伊莎贝尔·庇隆（庇隆總統於1974年病逝，伊莎贝尔以時任副總統身份晉升總統），罗德里格斯·萨阿（2001年12月，因時任總統的费尔南多·德拉鲁阿辭職，薩阿被國會選舉為臨時總統），爱德华多·杜阿尔德（2002年1月，因時任臨時總統罗德里格斯·萨阿辭職，杜阿尔德被國會選舉為臨時總統）。
正義黨人執政期間經歷過兩次軍事-公民政變（1955年，1976年）。1955年至1972年，正義黨被禁止參加選舉，而胡安·庇隆則被禁止至1973年5月。
正義黨人也三次臨時執掌國家行政權，包括劳尔·阿尔韦托·拉斯蒂里（眾議院議長），拉蒙·普埃尔塔（參議院議長）和爱德华多·卡马尼奥（眾議院議長）。 前者是在1973年，為期三個月，後兩者是在2001-2002年政治危機中。
正義黨目前是阿根廷最大的政黨，據統計，至2017年，有3,533,407名黨員。
基於庇隆主義的社會財富公平再分配的理念，正義黨的核心支持階層為草根階層、婦女及工人階級，與主要獲城市中產階級支持的激進公民聯盟相對。